# Ніколаєвка (Чекмагушівський район)
Нікола́євка (рос. Николаевка, башк. Николаевка) — присілок у складі Чекмагушівського району Башкортостану, Росія. Входить до складу Новобалтачевської сільської ради.
Населення — 59 осіб (2010; 78 у 2002).
Національний склад:
- росіяни — 64 %